# Robert Heukels

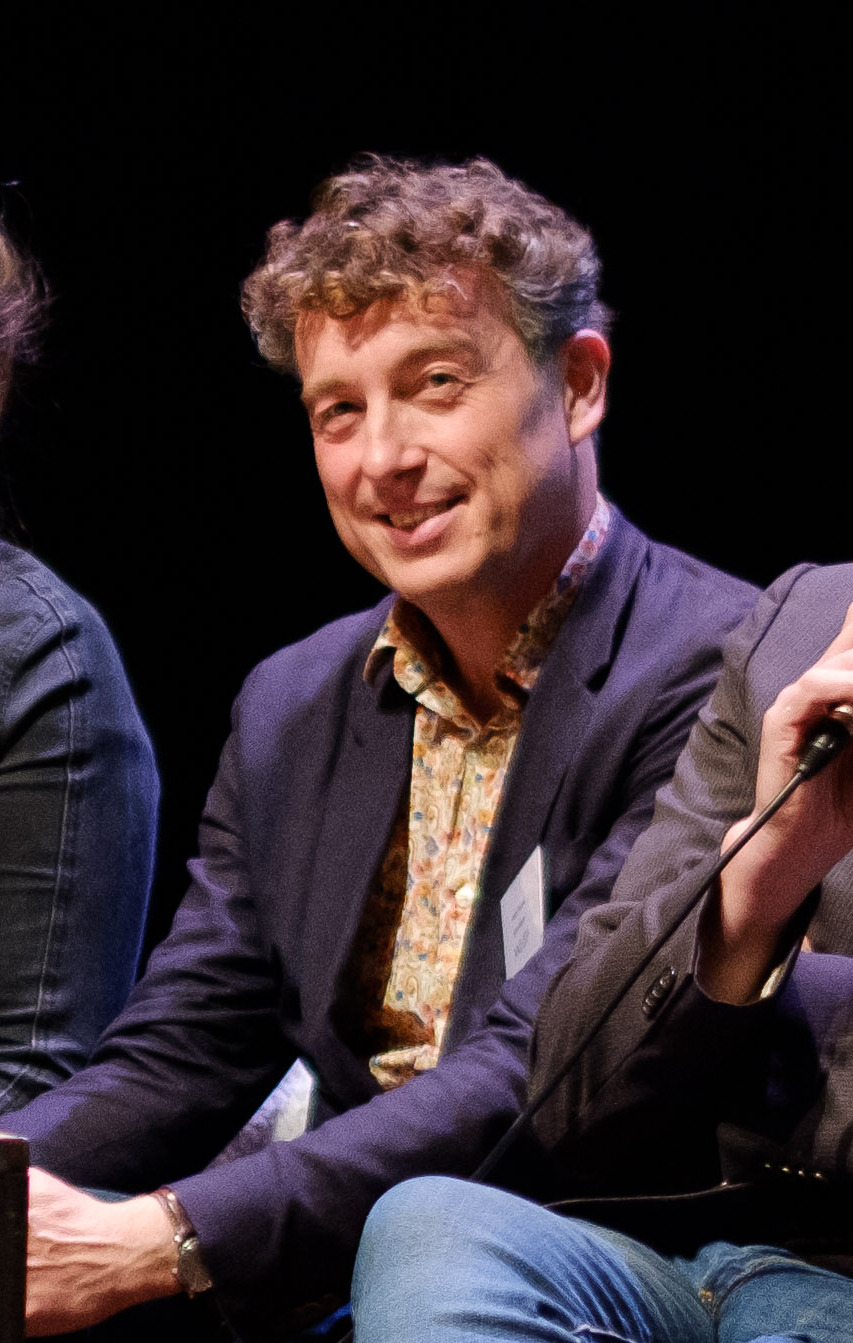
Robert Heukels (2019)

Robert Heukels (* 17. Juli 1969 in Deventer) ist ein niederländischer Journalist und Sachbuchautor.
Heukels begann als Berichterstatter der Nieuwe Revu seinen Fokus auf den Sport zu richten. 1998 war er an der Gründung der Sportzeitschrift Sportweek beteiligt (Spitzenauflage 80'000; 2009 in NUsport aufgegangen). 2005–2010 war er Chef Reportage bei der Zeitschrift Margriet. Seit 1. Oktober 2010 ist er Chefredakteur des Human Interest – Contentanbieters Piucalcio.

## Veröffentlichungen
- De godenzonen van Ajax. Houtekiet, Amsterdam 2005, ISBN 90-5240-845-9 (niederländisch).
- De godenzonen van Ajax 10 jaar later. Houtekiet, Amsterdam 2006, ISBN 90-5240-907-2 (niederländisch).
- Huize Heukels. Amstel Sport, Amsterdam 2008, ISBN 978-90-482-0006-1 (niederländisch).
- mit Louis van Gaal und Andries Jonker: Louis van Gaal: Biographie & Vision. Visiesport, Dresden 2010, ISBN 978-3-00-032183-2 (niederländisch, Originaltitel: Louis van Gaal, Biografie & Visie.).